# Chiesa di Santa Croce (Sennori)
La chiesa di Santa Croce è un edificio religioso situato a Sennori, centro abitato della Sardegna nord-occidentale. Consacrata al culto cattolico, fa parte della parrocchia di San Basilio, arcidiocesi di Sassari.

## Storia
Edificata nel Quattrocento sulla preesistente chiesa di San Nicola, si trova nel centro storico del paese nelle immediate vicinanze della parrocchiale.  La facciata semplice ha un profilo a capanna e  culmina con un campaniletto a vela a luce singola. L'interno presenta un'aula mononavata con copertura a botte.